# Сан-Хасинто (Колумбия)
Сан-Хасинто (исп. San Jacinto) — город и муниципалитет на севере Колумбии, на территории департамента Боливар.

## История
Поселение, из которого позднее вырос город, было основано в 1776 году доном Антонио де Ла-Торре-и-Мирандой.

## Географическое положение

Муниципалитет Сан-Хасинто

Город расположен в северной части департамента, на восточных склонах горного хребта Мария, на берегах реки Сан-Хасинто (бассейн реки Магдалена), на расстоянии приблизительно 69 километров к юго-востоку от города Картахена, административного центра департамента. Абсолютная высота — 252 метра над уровнем моря.

Муниципалитет Сан-Хасинто граничит на севере с территорией муниципалитета Сан-Хуан-Непомусено, на северо-западе — с муниципалитетом Мария-ла-Баха, на юге и юго-западе — с муниципалитетом Эль-Кармен-де-Боливар, на востоке — с муниципалитетом Самбрано. Площадь муниципалитета составляет 462 км².

## Население
По данным Национального административного департамента статистики Колумбии, совокупная численность населения города и муниципалитета в 2015 году составляла 21 536 человек.
Динамика численности населения муниципалитета по годам:
| 2005   | 2006   | 2007   | 2008   | 2009   | 2010   | 2011   | 2012   | 2013   | 2014   | 2015   |
| ------ | ------ | ------ | ------ | ------ | ------ | ------ | ------ | ------ | ------ | ------ |
| 21 593 | 21 537 | 21 504 | 21 474 | 21 458 | 21 460 | 21 456 | 21 469 | 21 498 | 21 519 | 21 536 |

Согласно данным переписи 2005 года мужчины составляли 51,9 % от населения Сан-Хасинто, женщины — соответственно 48,1 %. В расовом отношении белые и метисы составляли 92,3 % от населения города; негры, мулаты и райсальцы — 7,7 %.
Уровень грамотности среди всего населения составлял 82,5 %.

## Экономика
Основу экономики Сан-Хасинто составляет сельское хозяйство.

59,3 % от общего числа городских и муниципальных предприятий составляют предприятия торговой сферы, 21,4 % — предприятия сферы обслуживания, 19,2 % — промышленные предприятия, 0,1 % — предприятия иных отраслей экономики.